# Leichtathletik-Weltmeisterschaften 2022/Stabhochsprung der Männer

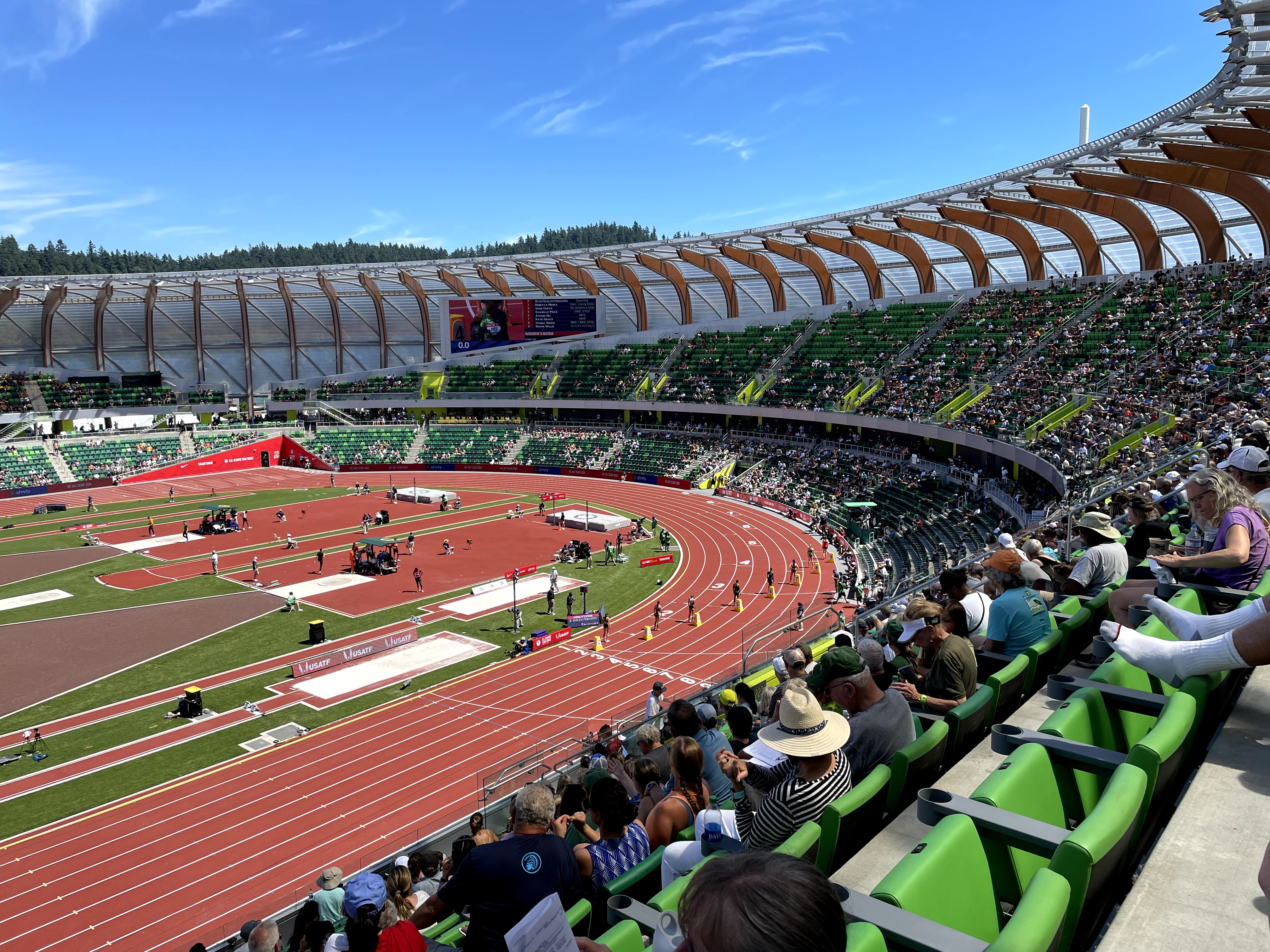
Das Stadion New Hayward Field im Jahr 2021

Der Hochsprung der Männer bei den Leichtathletik-Weltmeisterschaften 2022 wurde am 22. und 24. Juli 2022 im Hayward Field der Stadt Eugene in den Vereinigten Staaten ausgetragen.
Weltmeister wurde der schwedische Olympiasieger von 2020 Armand Duplantis. Er gewann vor dem US-Amerikaner Christopher Nilsen. Bronze ging an Ernest John Obiena von den Philippinen.

## Rekorde

### Bestehende Rekorde
| Weltrekord               | Armand Duplantis | 6,20 m | Belgrad, Serbien    | 20. März 2022  |
| Weltmeisterschaftsrekord | Dmitri Markov    | 6,05 m | WM Edmonton, Kanada | 9. August 2001 |

### Rekordverbesserungen
Der bestehende WM-Rekord wurde zweimal verbessert. Darüber hinaus gab es einen Welt-, einen Kontinental- und einen Landesrekord.
- Meisterschaftsrekord:
  - 6,06 m – Armand Duplantis (Schweden), erster Versuch, Finale am 24. Juli
  - 6,21 m – Armand Duplantis (Schweden), zweiter Versuch, Finale am 24. Juli
- Weltrekord:
  - 6,21 m – Armand Duplantis (Schweden), zweiter Versuch, Finale am 24. Juli
- Kontinentalrekord:
  - 5,94 m (Asienrekord) – Ernest John Obiena (Philippinen), zweiter Versuch, Finale am 24. Juli
- Landesrekord:
  - 5,80 m – Ersu Şaşma (Türkei), erster Versuch, Finale am 24. Juli

## Legende
Kurze Übersicht zur Bedeutung der Symbolik – so üblicherweise auch in sonstigen Veröffentlichungen verwendet:
| – | verzichtet   |
| o | übersprungen |
| x | ungültig     |

## Qualifikation
22. Juli 2022, 17:05 Uhr Ortszeit (23. Juli 2022, 2:05 Uhr MESZ)
32 Teilnehmer traten in zwei Gruppen zur Qualifikationsrunde an. Die eigentliche Qualifikationshöhe für den direkten Finaleinzug betrug 5,80 m. Doch bereits nach Abschluss der Versuche über 5,75 m waren nur noch genau zwölf Springer – die Mindestanzahl der Finalteilnehmer – noch im Wettbewerb. So konnte die Qualifikation abgebrochen werden und es qualifizierten sich alle Athleten, die mindestens 5,75 m übersprungen hatten (hellgrün unterlegt), für das zwei Tage später angesetzte Finale.

### Gruppe A

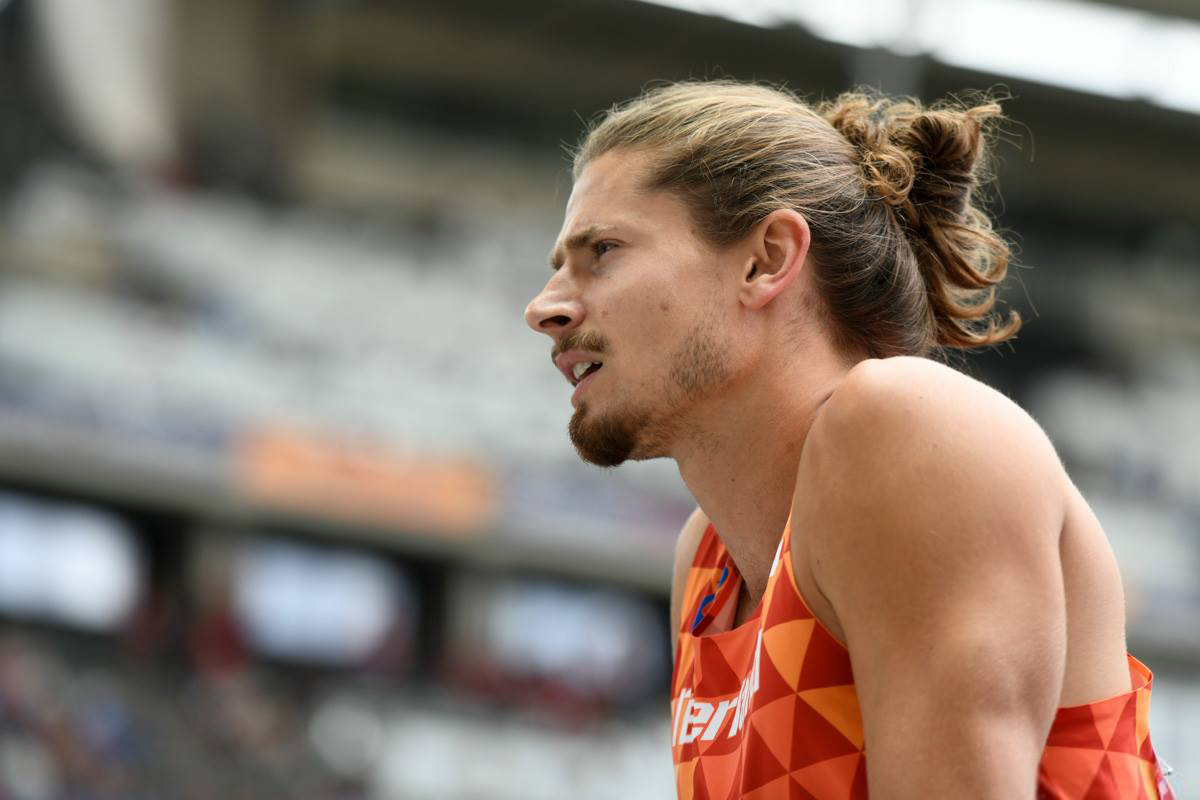
Rutger Koppelaar – ausgeschieden mit 5,65 m
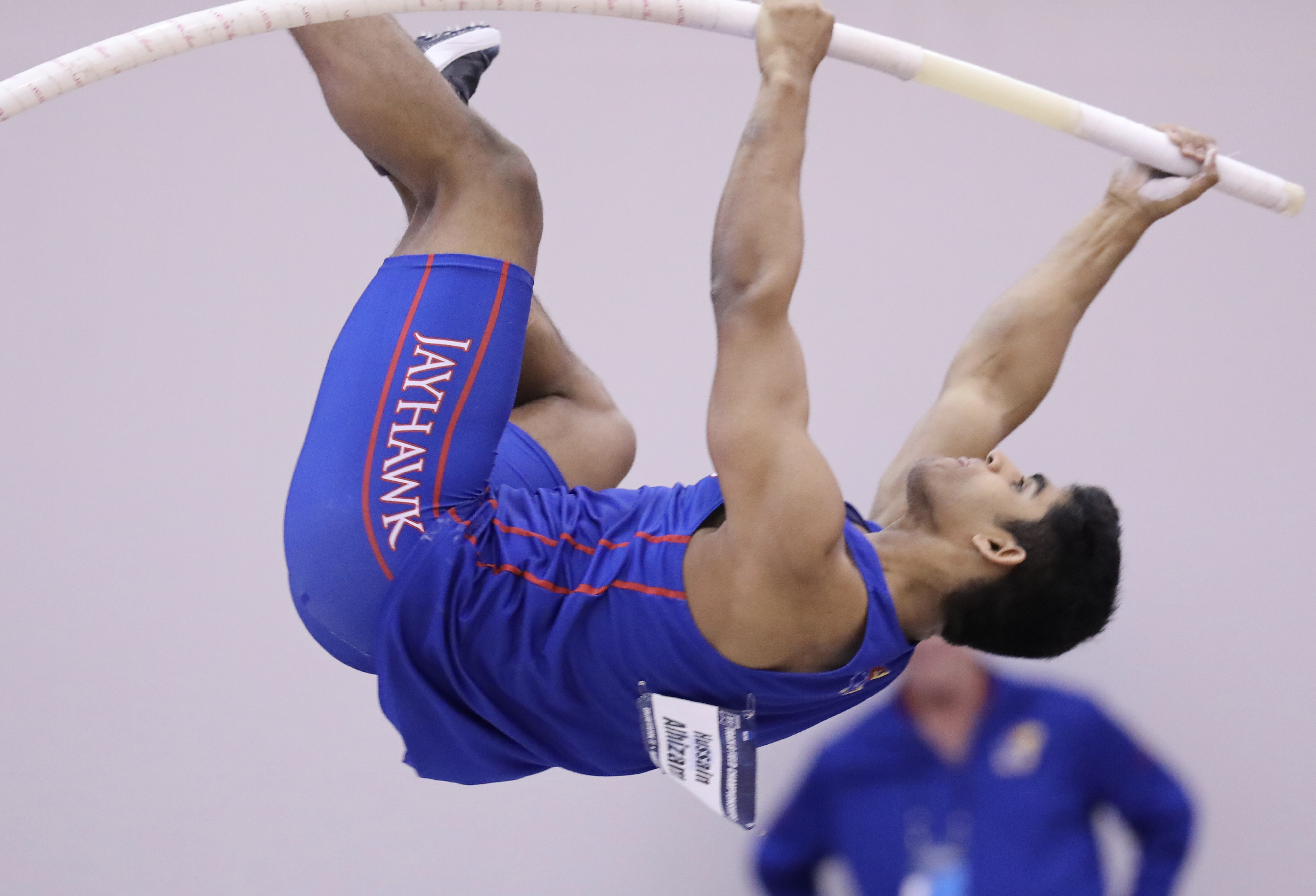
Hussein al-Hizam – ausgeschieden mit 5,65 m

| Platz | Name                  | Nation         | Resultat (m) | 5,30 m | 5,50 m | 5,65 m | 5,75 m |
| 1     | Armand Duplantis      | Schweden       | 5,75         | –      | –      | o      | o      |
| 1     | Christopher Nilsen    | USA            | 5,75         | –      | o      | o      | o      |
| 3     | Thiago Braz           | Brasilien      | 5,75         | –      | o      | xxo    | o      |
| 4     | Renaud Lavillenie     | Frankreich     | 5,75         | –      | o      | xxo    | xo     |
| 5     | Bo Kanda Lita Baehre  | Deutschland    | 5,75         | –      | o      | xo     | xxo    |
| 5     | Pål Haugen Lillefosse | Norwegen       | 5,75         | –      | o      | xo     | xxo    |
| 7     | Rutger Koppelaar      | Niederlande    | 5,65         | –      | o      | o      | xxx    |
| 8     | Hussein al-Hizam      | Saudi-Arabien  | 5,65         | xo     | o      | o      | xxx    |
| 9     | Thibaut Collet        | Frankreich     | 5,65         | –      | o      | xxo    | xxx    |
| 10    | Harry Coppell         | Großbritannien | 5,50         | o      | o      | xxx    |        |
| 10    | Piotr Lisek           | Polen          | 5,50         | –      | o      | xxx    |        |
| 12    | Emmanouil Karalis     | Griechenland   | 5,50         | –      | xo     | xxx    |        |
| 12    | Tommi Holttinen       | Finnland       | 5,50         | o      | xo     | xxx    |        |
| 14    | Kurtis Marschall      | Australien     | 5,50         | –      | xxo    | xxx    |        |
| 15    | Robert Renner         | Slowenien      | 5,50         | xo     | xxo    | xxx    |        |
| 16    | Germán Chiaraviglio   | Argentinien    | 5,30         | xo     | xxx    |        |        |
| NM    | Torben Blech          | Deutschland    | ogV          | xxx    |        |        |        |

Weitere in Qualifikationsgruppe A ausgeschiedene Stabhochspringer:

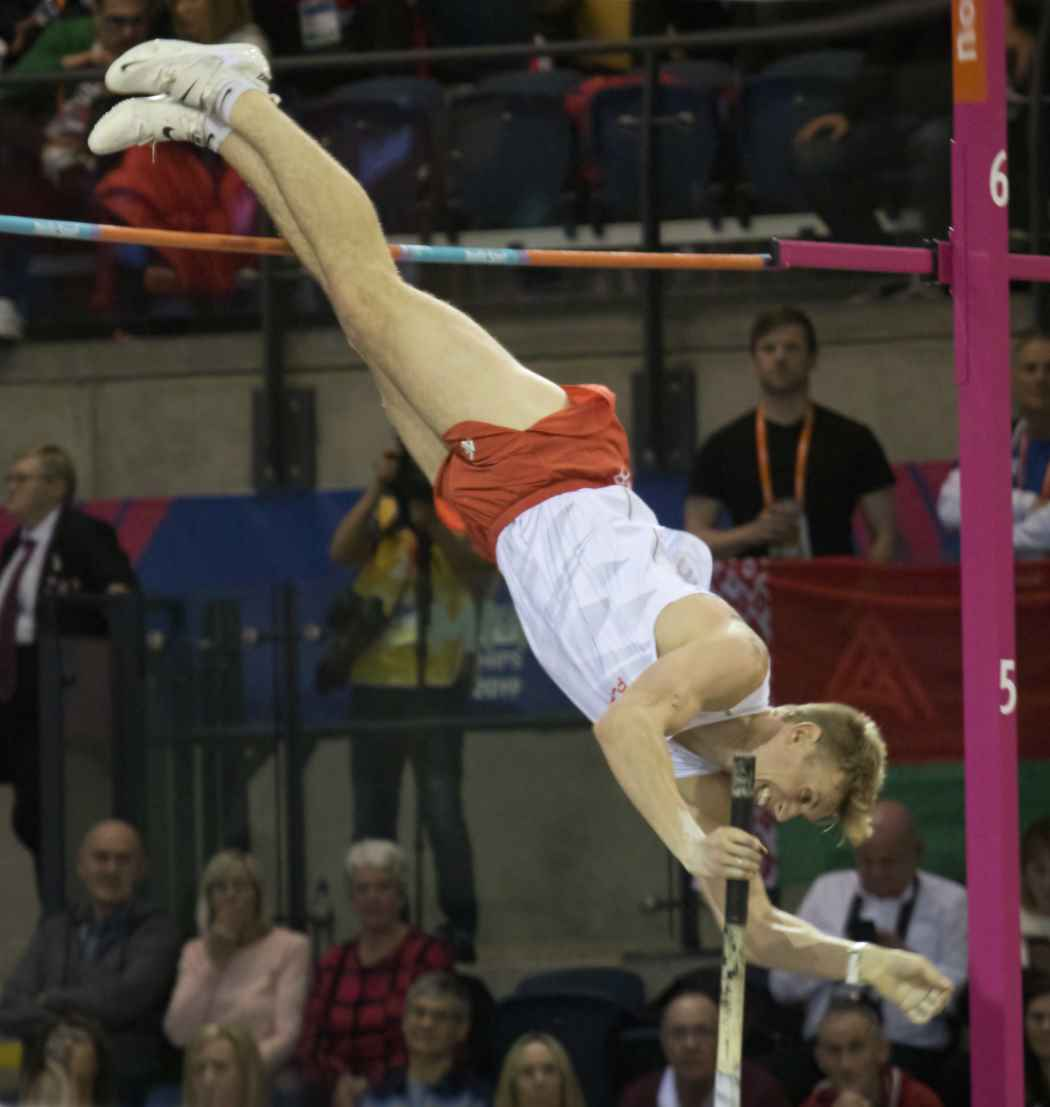
Piotr Lisek – 5,50 m
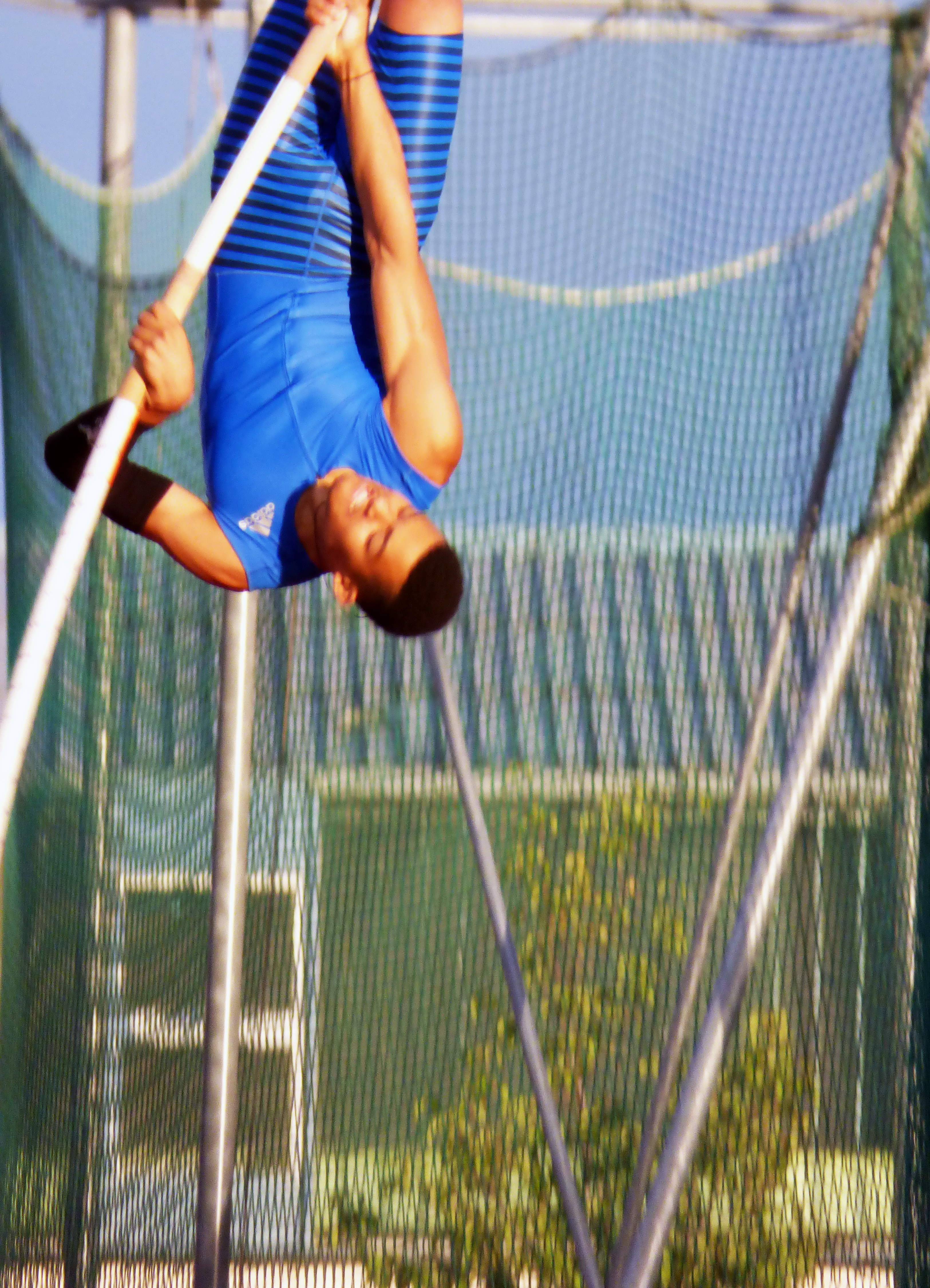
Emmanouil Karalis – 5,50 m
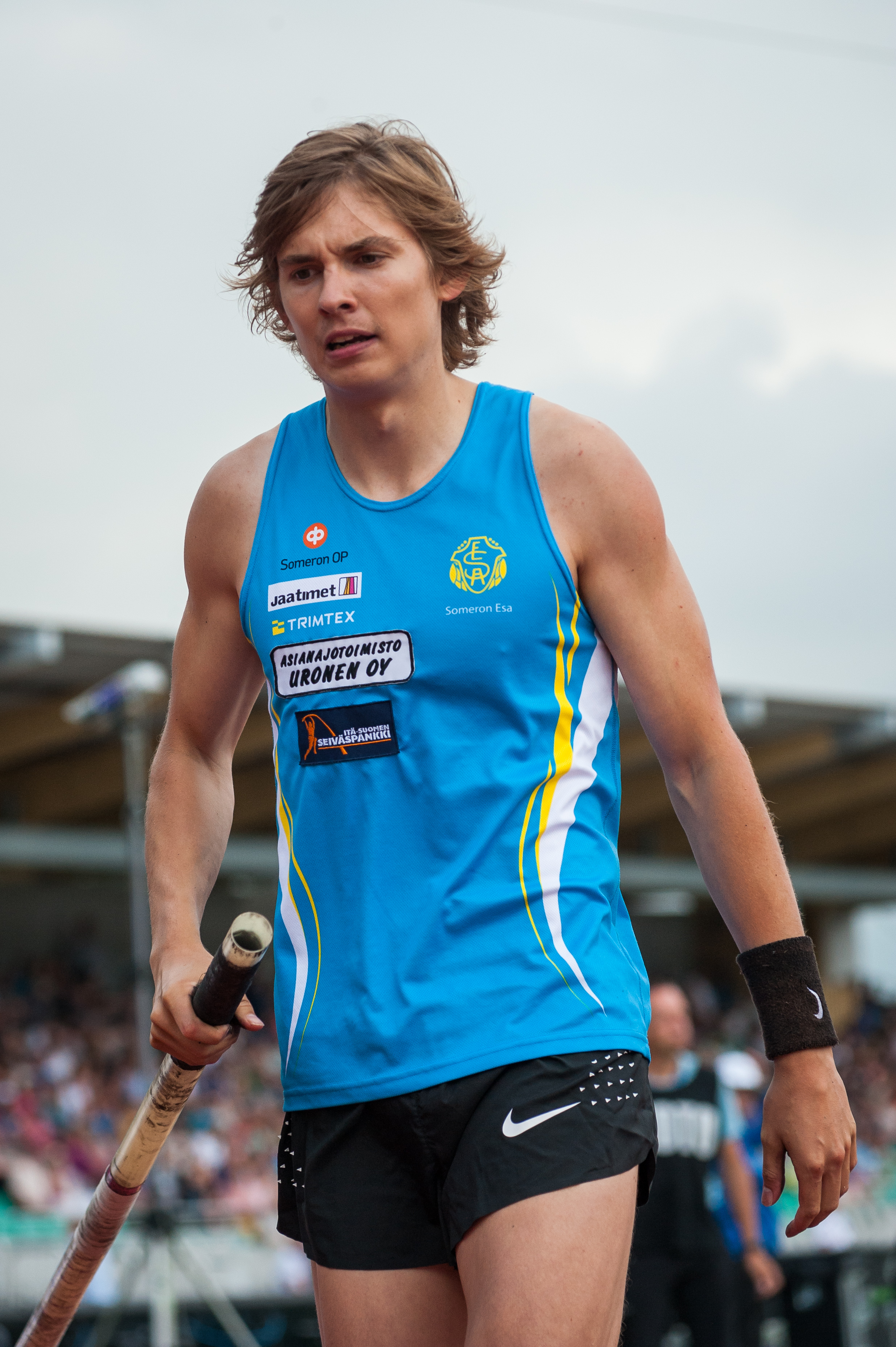
Tommi Holttinen – 5,50 m
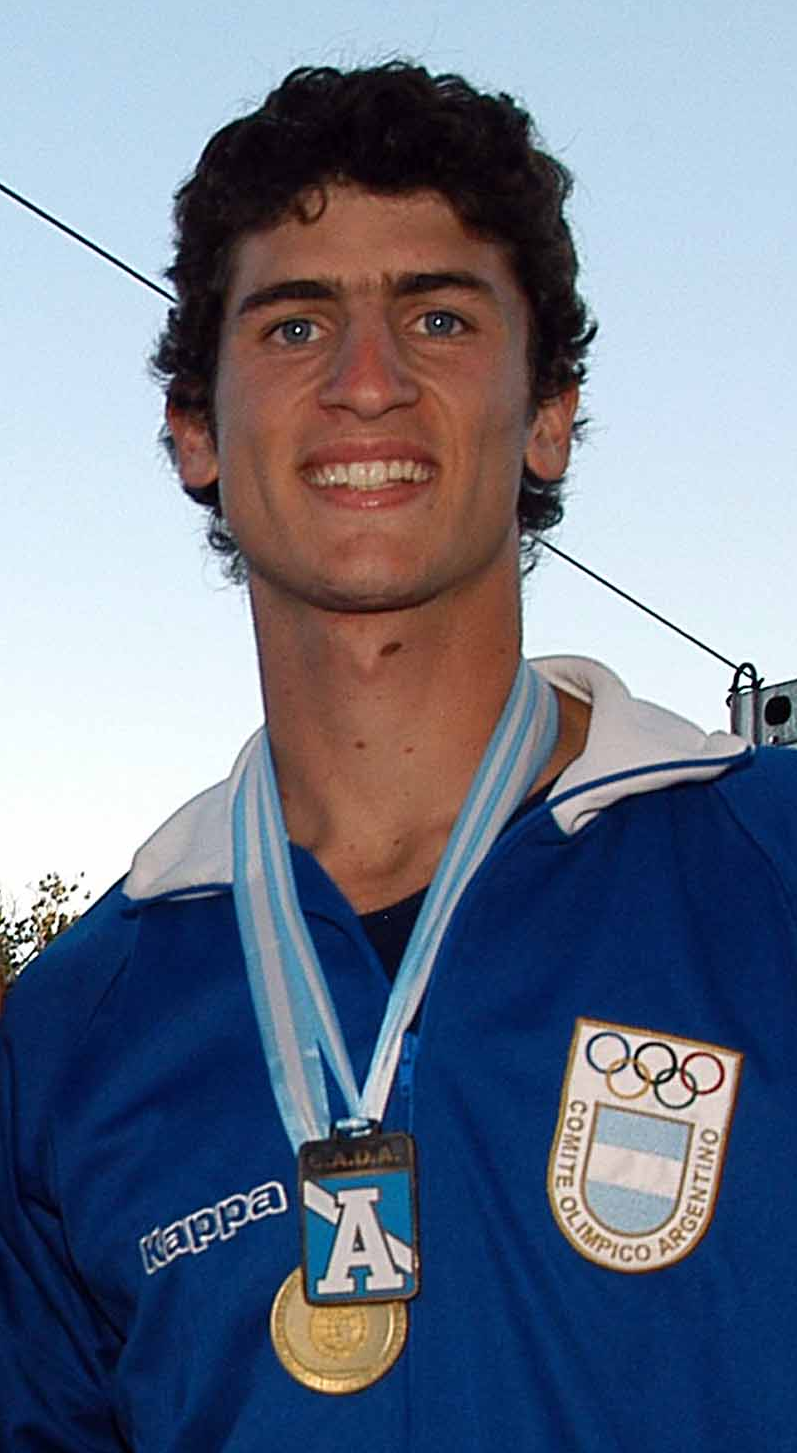
Germán Chiaraviglio – 5,30 m
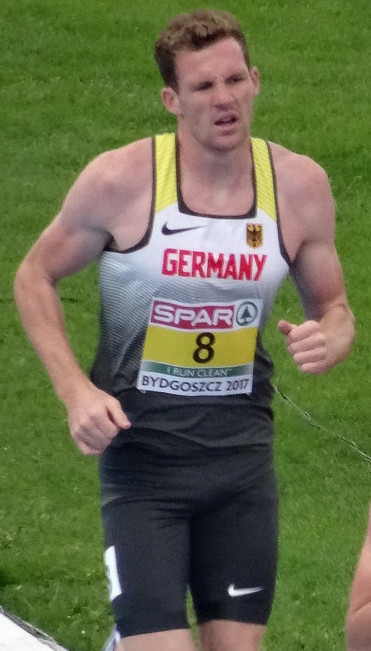
Torben Blech (hier bei einem Zehnkampf) – ohne gültigen Versuch

### Gruppe B

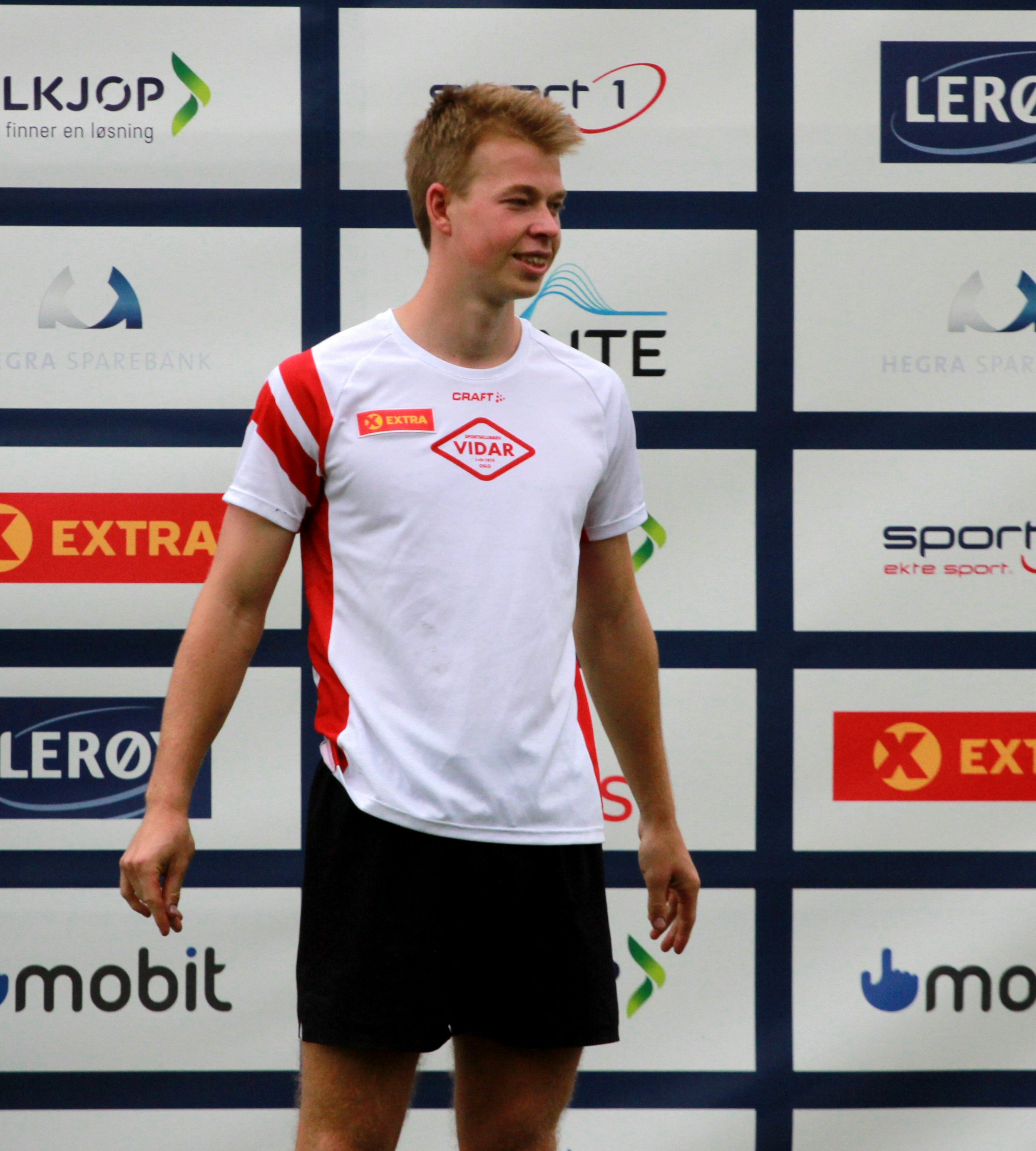
Simen Guttormsen – ausgeschieden mit 5,65 m
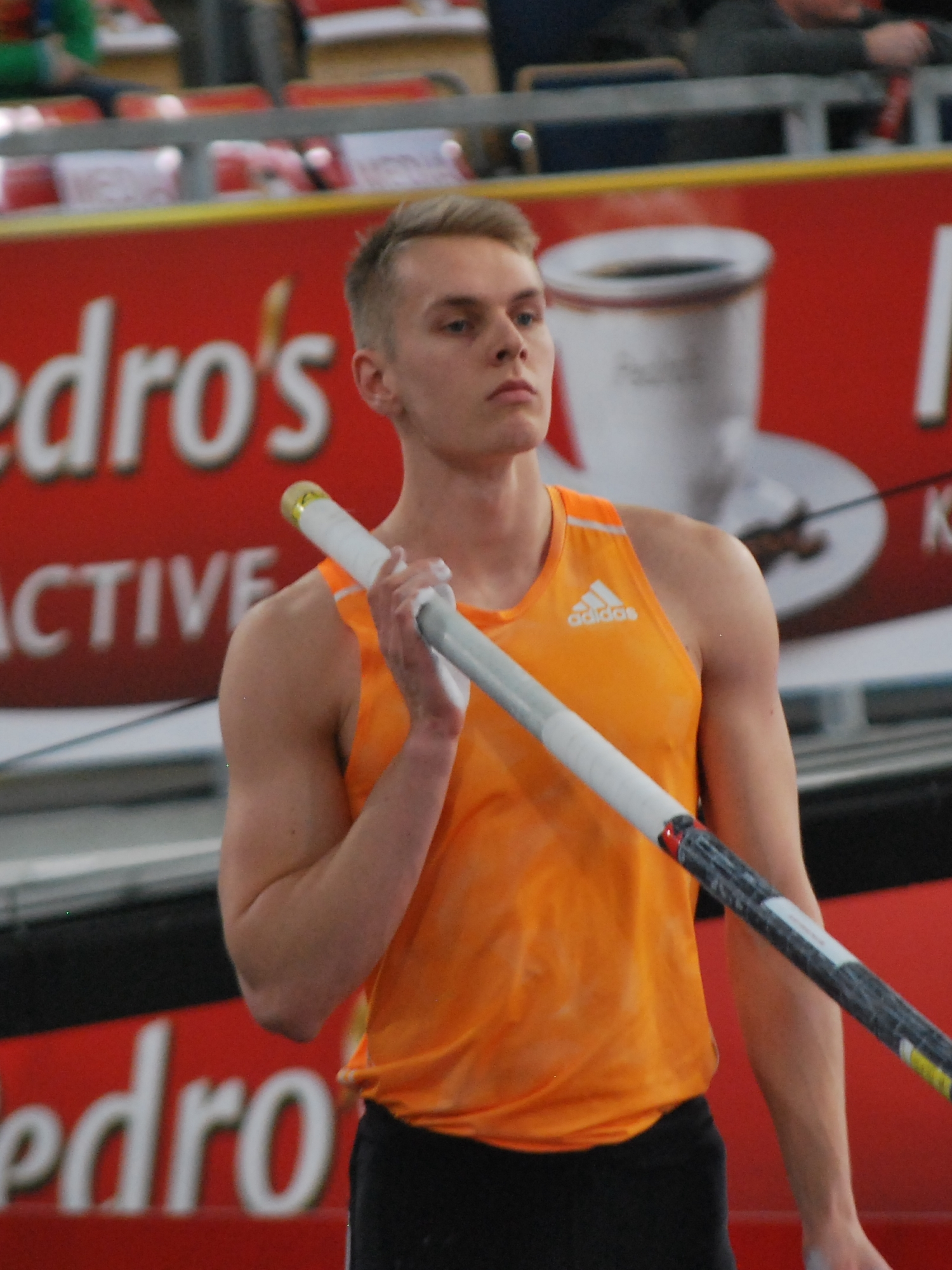
Robert Sobera – ausgeschieden mit 5,50 m
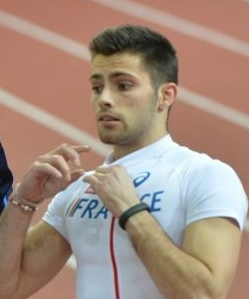
Valentin Lavillenie – ohne gültigen Versuch

| Platz | Name                | Nation              | Resultat (m) | 5,30 m | 5,50 m | 5,65 m | 5,75 m |
| 1     | Oleg Zernikel       | Deutschland         | 5,75         | –      | o      | o      | o      |
| 2     | Ben Broeders        | Belgien             | 5,75         | –      | o      | o      | xo     |
| 3     | Ernest John Obiena  | Philippinen         | 5,75         | –      | xo     | o      | xo     |
| 3     | Ersu Şaşma          | Türkei              | 5,75         | o      | o      | xo     | xo     |
| 5     | Menno Vloon         | Niederlande         | 5,75         | o      | xo     | o      | xxo    |
| 5     | Sondre Guttormsen   | Norwegen            | 5,75         | –      | –      | xo     | xxo    |
| 7     | Seito Yamamoto      | Japan               | 5,65         | o      | o      | xo     | xxx    |
| 7     | Simen Guttormsen    | Norwegen            | 5,65         | o      | o      | xo     | xxx    |
| 9     | Luke Winder         | USA                 | 5,65         | xo     | o      | xo     | xxx    |
| 10    | Mikko Paavola       | Finnland            | 5,50         | o      | o      | xxx    |        |
| 11    | Huang Bokai         | Volksrepublik China | 5,50         | –      | xxo    | xxx    |        |
| 11    | Robert Sobera       | Polen               | 5,50         | –      | xxo    | xxx    |        |
| NM    | Andrew Irwin        | USA                 | ogV          | xxx    |        |        |        |
| NM    | Augusto Dutra       | Brasilien           | ogV          | –      | xxx    |        |        |
| NM    | Valentin Lavillenie | Frankreich          | ogV          | –      | xxx    |        |        |

## Finale
24. Juli 2022, 17:25 Uhr Ortszeit (25. Juli 2022, 2:25 Uhr MESZ)
| Platz | Name                  | Nation      | Resultat (m) | 5,55 m | 5,70 m | 5,80 m | 5,87 m | 5,94 m | 6,00 m | 6,06 m | 6,21 m |
| 1     | Armand Duplantis      | Schweden    | 6,21 WR      | –      | o      | –      | xo     | o      | o      | o CR   | xo WR  |
| 2     | Christopher Nilsen    | USA         | 5,94000      | o      | o      | o      | xo     | o      | xxx    |        |        |
| 3     | Ernest John Obiena    | Philippinen | 5,94 AS      | o      | xo     | o      | o      | xo AS  | xxx    |        |        |
| 4     | Thiago Braz           | Brasilien   | 5,87000      | o      | o      | xo     | o      | xx–    | x      |        |        |
| 5     | Oleg Zernikel         | Deutschland | 5,87000      | o      | o      | o      | xo     | xxx    |        |        |        |
| 5     | Renaud Lavillenie     | Frankreich  | 5,87000      | –      | o      | –      | xo     | xxx    |        |        |        |
| 7     | Bo Kanda Lita Baehre  | Deutschland | 5,87000      | xo     | xo     | xxo    | xxo    | xxx    |        |        |        |
| 8     | Ersu Şaşma            | Türkei      | 5,80 NR      | xo     | xo     | o NR   | xxx    |        |        |        |        |
| 9     | Pål Haugen Lillefosse | Norwegen    | 5,80000      | o      | –      | xo     | xxx    |        |        |        |        |
| 10    | Sondre Guttormsen     | Norwegen    | 5,70000      | o      | o      | xxx    |        |        |        |        |        |
| 11    | Ben Broeders          | Belgien     | 5,70000      | xxo    | o      | xxx    |        |        |        |        |        |
| NM    | Menno Vloon           | Niederlande | ogV000       | xxx    |        |        |        |        |        |        |        |

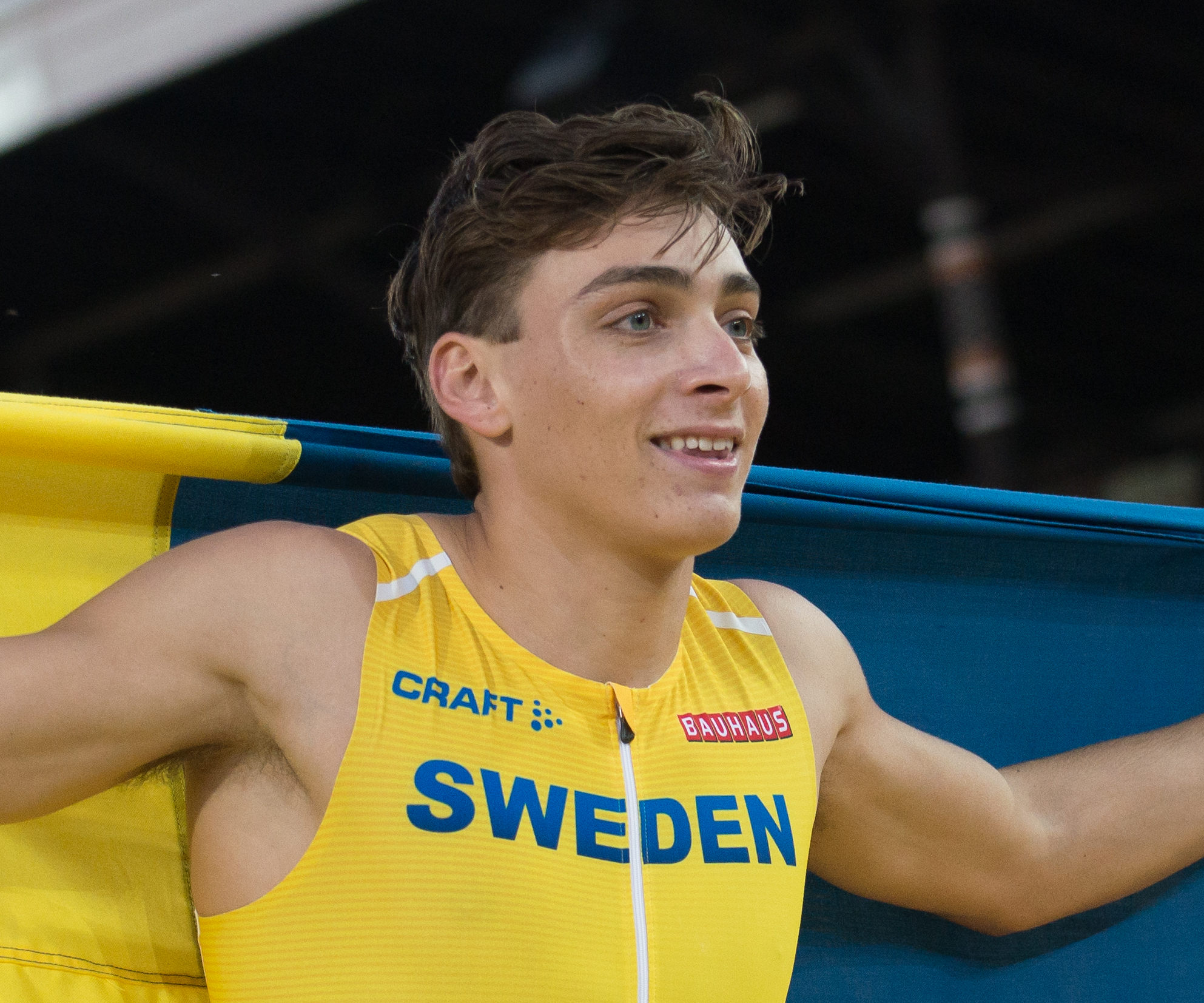
Armand Duplantis – Weltmeister mit Weltrekord

Neun Wettbewerber gingen in dieser hochklassigen Konkurrenz die Höhe von 5,87 m an, nachdem sie 5,80 m übersprungen hatten. Nur zwei von ihnen, der Türke Ersu Şaşma (Rang acht mit Landesrekord) und der Norweger Pål Lillefosse (Neunter) mussten hier passen und schieden aus. Im jeweils ersten Sprung waren Ernest John Obiena von den Philippinen und der brasilianische Olympiasieger von 2016 Thiago Braz erfolgreich. Mit ihren zweiten Versuchen zogen der aktuelle Olympiasieger Armand Duplantis aus Schweden, der US-Amerikaner Christopher Nilsen, der Deutsche Oleg Zernikel und der französische Olympiasieger von 2012 Renaud Lavillenie nach. Als siebter Athlet überquerte auch der Deutsche Bo Kanda Lita Baehre die geforderten 5,87 m.
Bei der nächsten Höhe von 5,94 m fielen erste Entscheidungen über die Platzierungen ganz vorne. Duplantis und Nielsen überquerten die Latte mit ihren jeweils ersten Anläufen. Obiena war mit seinem zweiten Versuch erfolgreich. Braz hob sich nach zwei Fehlsprüngen seinen letzten Versuch für die nächste Höhe auf, um seine Chance auf eine Medaille zu wahren. Dagegen liefen Oleg Zernikel (geteilter fünfter Platz), Renaud Lavillenie (geteilter fünfter Platz) sowie Bo Kanda Lita Baehre (Siebter) dreimal vergeblich an und schieden aus.
Die als Nächstes aufgelegten 6,00 m waren für alle außer Duplantis zu hoch. Thiago Braz kam mit übersprungenen 5,87 m auf den vierten Platz. Ernest John Obiena gewann Bronze, er hatte mit 5,94 m einen neuen asiatischen Kontinentalrekord aufgestellt. Christopher Nilsen, ebenfalls 5,94 m, hatte sich die Silbermedaille ersprungen.
Aber für Duplantis ging der Wettkampf weiter. Nachdem er 6,00 m und 6,06 m (neuer Meisterschaftsrekord) jeweils im ersten Versuch überquert hatte, ließ er die neue Weltrekordhöhe von 6,21 m auflegen, womit er den von ihm selber gehaltenen Rekord um einen Zentimeter übertreffen würde. Nach einem Fehlsprung war er mit dem zweiten Anlauf erfolgreich und wurde somit Weltmeister mit neuem Weltrekord.

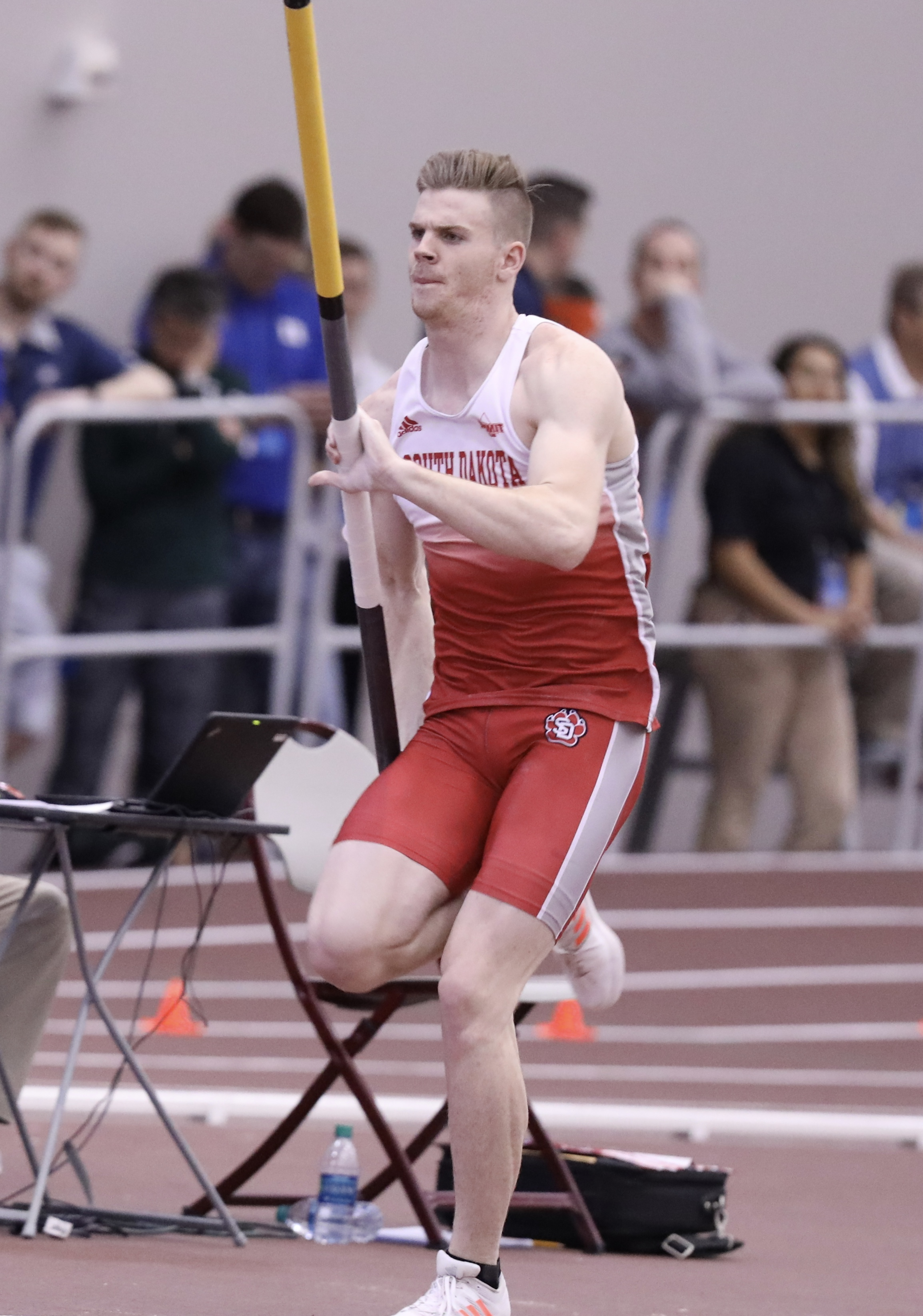
Vizeweltmeister Chris Nielsen
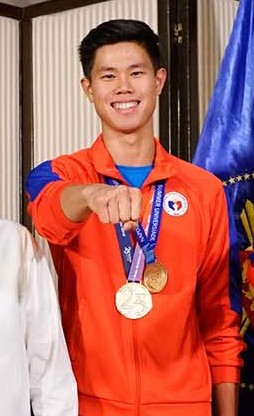
Bronzemedaillengewinner Ernest John Obiena
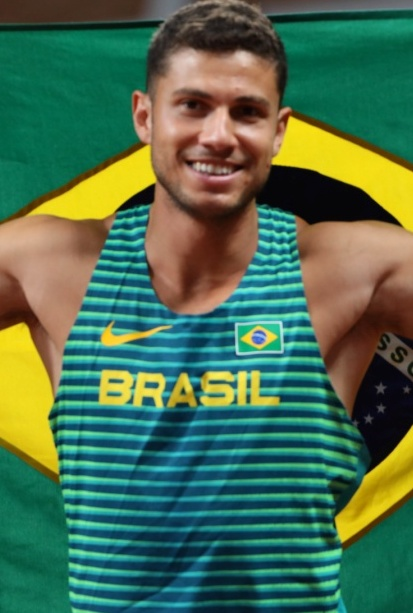
Platz vier für Thiago Braz
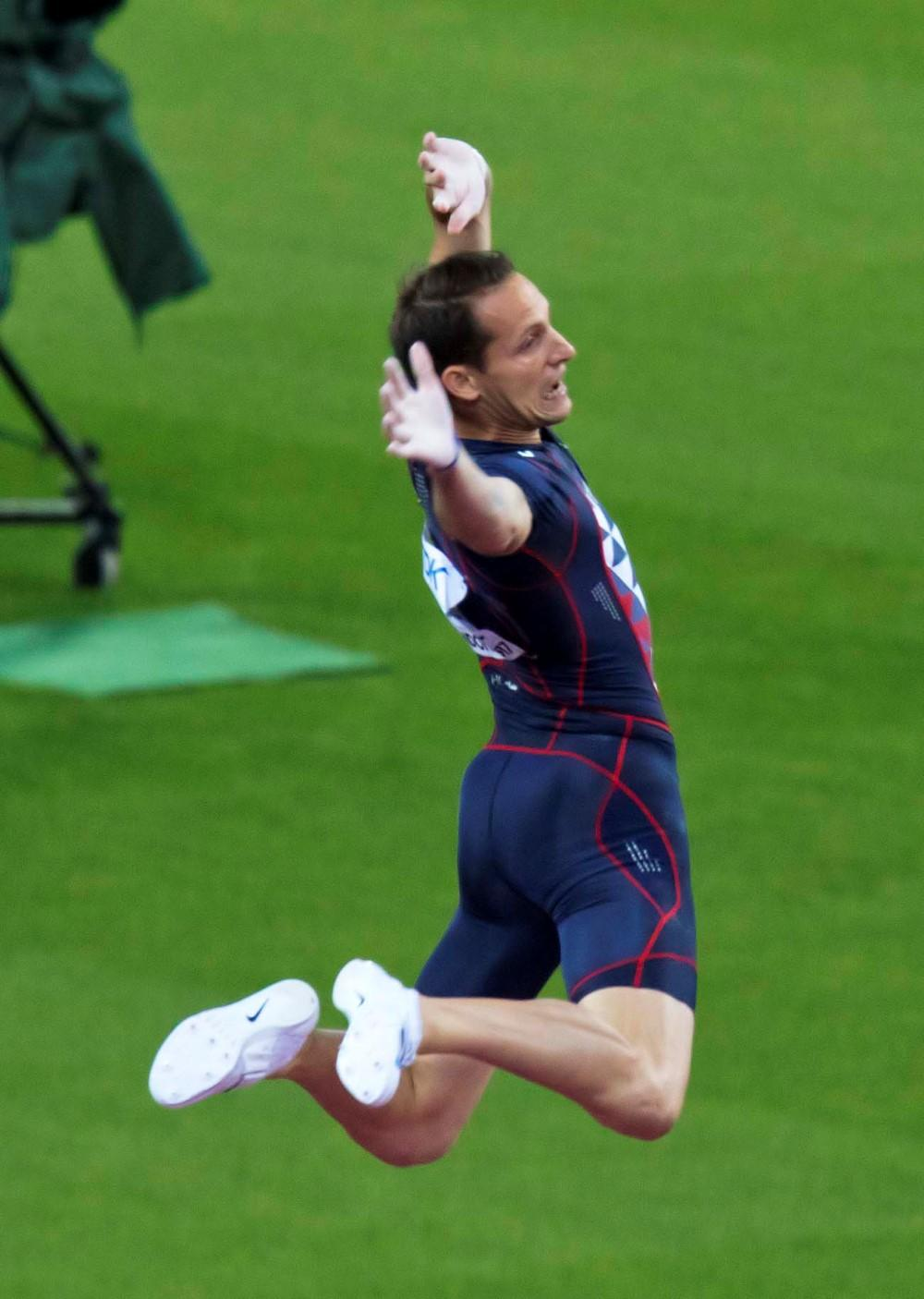
Renaud Lavillenie kam auf den geteilten fünften Platz

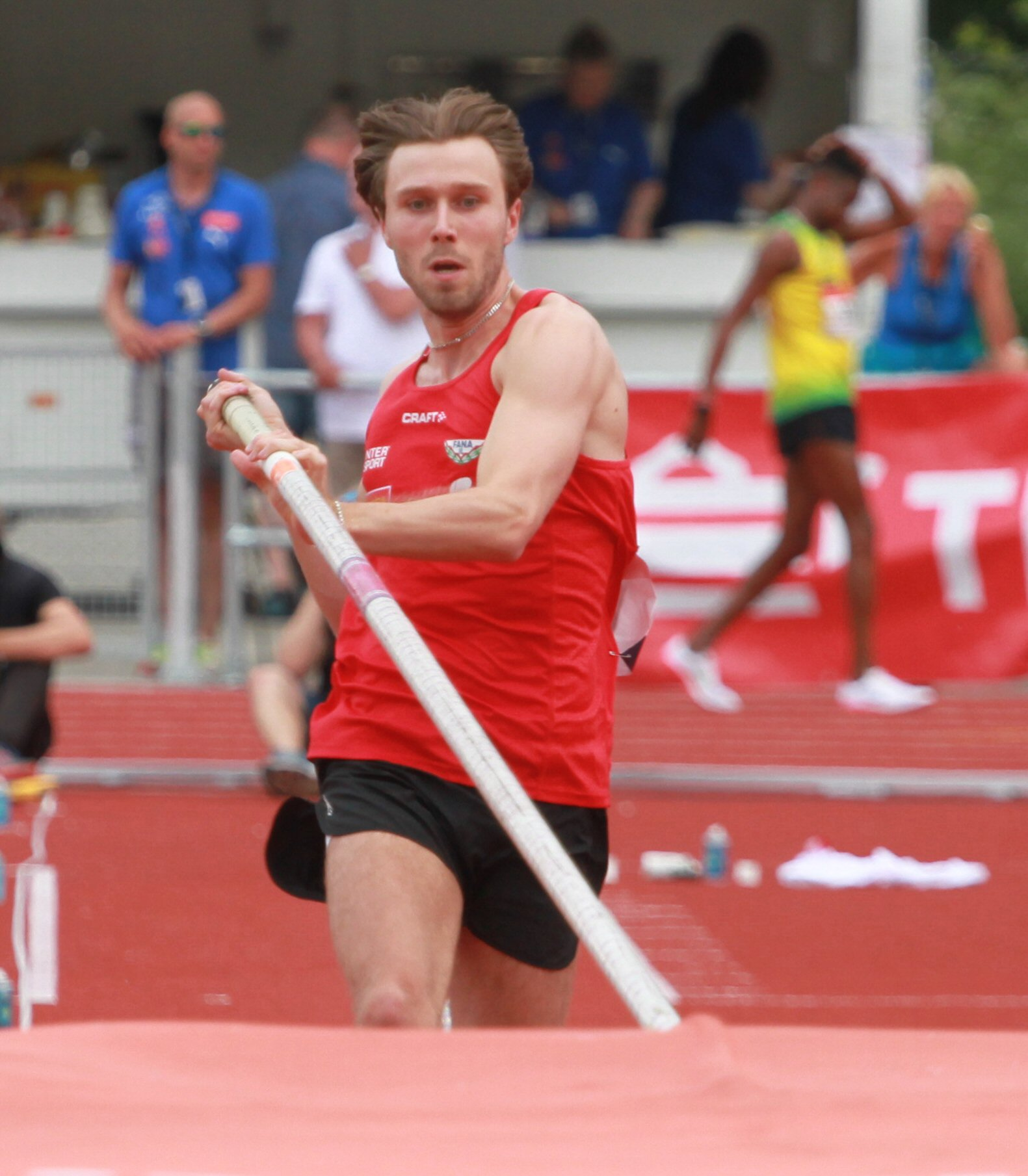
Pål Lillefosse belegte Rang neun
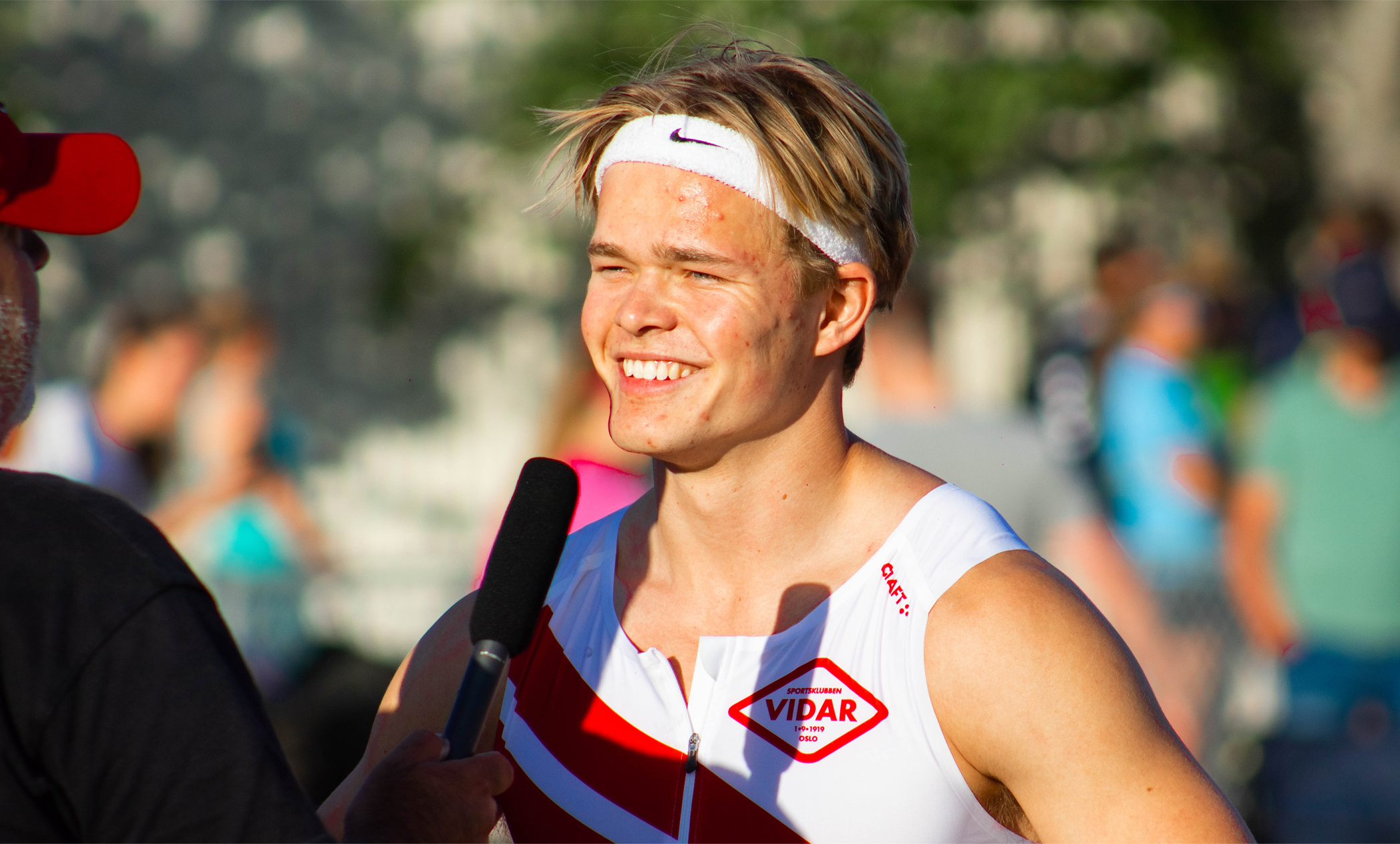
Der zehntplatzierte Sondre Guttormsen
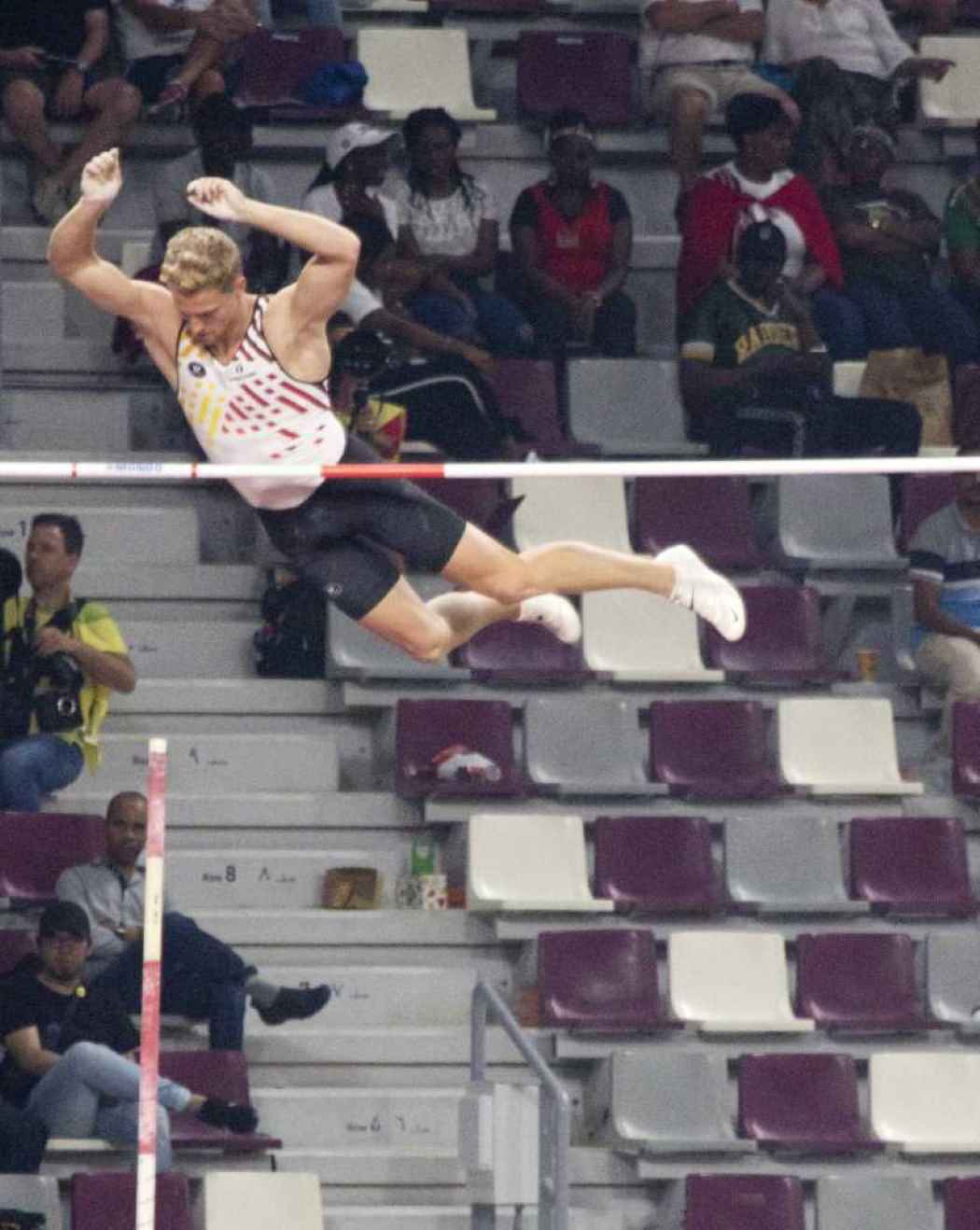
Ben Broeders erreichte Platz elf
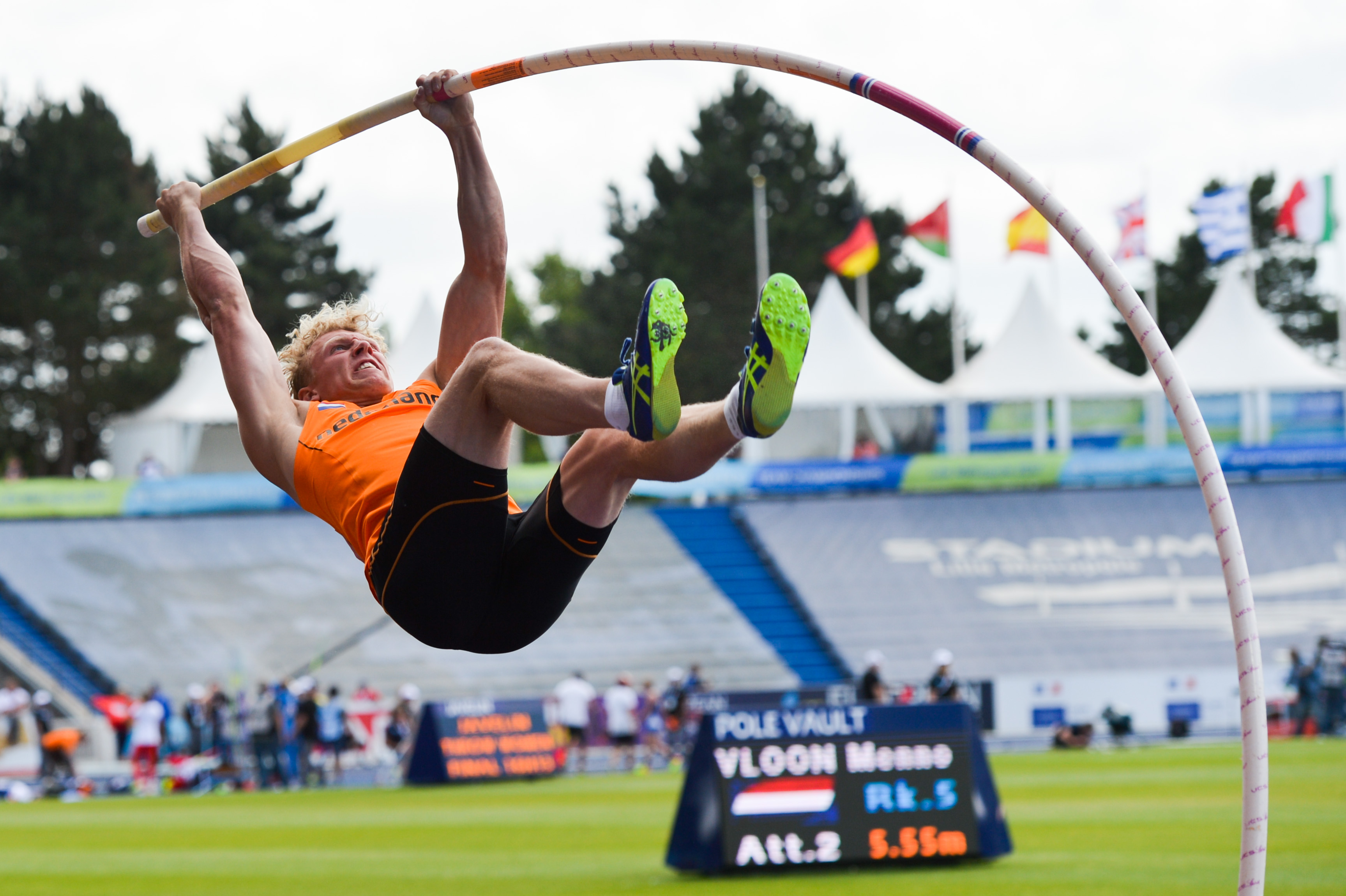
Menno Vloon blieb im Finale ohne gültigen Versuch

## Video
- WORLD RECORD - Mondo Duplantis clears 6.21m, World Athletics Championships Oregon 22, youtube.com, abgerufen am 10. August 2022